# Albina Osipowich
Albina Osipowich (n. 26 februarie 1911, Worcester, Massachusetts, SUA – d. 6 iunie 1964) a fost o înotătoare americană, medaliată olimpică. A participat la o ediție a Jocurilor Olimpice (1928) în care a câștigat două medalii de aur.